# Џереми Лем
Џереми Емануел Лем (енгл. Jeremy Emmanuel Lamb; Хенрајко, Вирџинија, 30. мај 1992) амерички је кошаркаш. Игра на позицијама бека и крила, а тренутно наступа за Сакраменто кингсе.

## Каријера

### Колеџ
Лем је од 2010. до 2012. године похађао Универзитет Конектиката. У дресу Конектикат хаскиса уписао је укупно 75 наступа, а просечно је по утакмици бележио 14,1 поена, 4,7 скокова и 1,7 асистенција. У сезони 2010/11. Хаскиси су освојили NCAA титулу, а Лем је овом успеху свог тима доприносио просечним учинком од 11,1 поена, 4,5 скокова и 1,6 асистенција по утакмици. Током сезоне 2011/12. по утакмици је просечно давао 17,7 поена, хватао 4,9 скокова и прослеђивао 1,7 асистенција. За игру у тој сезони награђен је и местом у првој постави идеалног тима Биг Ист конференције.

### Оклахома Сити тандер (2012—2015)
На НБА драфту 2012. године Хјустон рокетси су одабрали Лема као 12. пика. Међутим, Рокетси су га већ пред почетак сезоне 2012/13. укључили у велику размену са Оклахома Сити тандером. Хјустон је тада добио Џејмса Хардена, Кола Олдрича, Дејквана Кука и Лазара Хејварда, а Оклахоми је заузврат проследио Лема, Кевина Мартина и права на три будућа пика на драфту.
Лем је у дресу Оклахома Сити тандера провео пуне три сезоне. У лигашком делу укупно је одиграо 148 утакмица, постигао 1031 поен, ухватио 314 скокова и проследио 164 асистенције. У плеј-офу је забележио укупно 14 наступа. Током сезоне 2012/13. одиграо је и 21 утакмицу у НБА развојној лиги за Тулса сикстисиксерсе, филијалу Оклахома Сити тандера.

### Шарлот хорнетси (2015—)
Дана 25. јуна 2015. године дошло је до размене између Оклахома Сити тандера и Шарлот хорнетса. Хорнетси су том приликом добили Лема, а Тандеру су послали Лука Риднура и права на пика друге на драфту 2016. године. Почетком новембра 2015. године Лем је са Хорнетсима потписао трогодишњи продужетак уговора вредан 21 милион долара. Овај продужетак је важио од лета 2016. године тј. од тренутка када је истекао Лемов руки уговор.